# Soria Natural
Soria Natural es una marca comercial en el sector de la fitoterapia, o lo que es lo mismo, en la curación a través de las plantas medicinales, en España. 
Soria Natural tiene más de 20 líneas de productos naturales y más de 700 referencias, y está presente en más de 3500 puntos de venta entre herbolarios, parafarmacias y centros especializados. En diferentes presentaciones, desde infusiones a cápsulas, comprimidos o viales con depósito y sistema de apertura patentado, la compañía aporta soluciones dentro del sector de la medicina natural.